# På toppen
|  | Denne artikel er oprettet af botten PalnaBot ud fra en ekstern database. Den kan derfor have sproglige fejl eller mangler. Denne skabelon kan fjernes efter kontrol af indholdet. |

På toppen er en kortfilm instrueret af Mathias Hovgaard efter manuskript af Mathias Hovgaard, Sonny Lahey.

## Handling
Teatertossede Konstantin har et inderligt ønske om at blive til noget og gøre sin mor stolt. Han får den idé at lave en musical på baggrund af 80'er-filmen Top Gun, men han må love sin mor, at hvis det ikke lykkes, skal han droppe teaterdrømmen for evigt. Hele hans fremtid afhænger derfor af et møde med en indflydelsesrig teaterdirektør. Det går ikke just, som han regner med - men kan han stadig vinde sin mors accept?